# 海盆
海盆（かいぼん、basin、oceanic basin）とは、海底の大規模な凹所。規模はさまざまで、周囲を大陸、島弧、海嶺、海膨、海台などの高まりで囲まれている。

## 日本近海の海盆
- 千島海盆
- 日本海盆
- 大和海盆
- 対馬海盆
- 四国海盆
- 西フィリピン海盆
- パレスベラ海盆
- 北西太平洋海盆

## 世界の海盆
- 太平洋
  - アリューシャン海盆
  - セレベス海盆
  - 南西太平洋海盆
  - チリ海盆
- インド洋
  - ソマリ海盆
  - 中央インド洋海盆
  - 西オーストラリア海盆
- 大西洋
  - ラブラドル海盆
  - マデイラ海盆
  - ベルデ岬海盆
  - 北アメリカ海盆
  - アンゴラ海盆
  - アガラス海盆
  - ブラジル海盆
  - アルゼンチン海盆
- 北極海
  - 北極海盆
    - ユーラシア海盆
      - アムンセン海盆
      - ナンセン海盆

    - アメラジアン海盆
      - カナダ海盆
      - マカロフ海盆
- 南極海
  - ウェッデル海盆
  - エンダービー海盆
  - アムンセン海盆
  - ベリングスハウゼン海盆